# Feldesbesichtigung
Die Feldesbesichtigung, auch Feldbesichtigung genannt, ist die amtliche Besichtigung der geologischen, bergbaulichen und rechtlichen Gegebenheiten an Ort und Stelle hinsichtlich der vorhandenen Rohstoffvorkommen. Die Feldesbesichtigung war eine Maßnahme, die ab der zweiten Hälfte des 19. Jahrhunderts angewendet wurde. In den alten Bergordnungen gab es andere Regelungen.

## Erfordernisse
Wenn ein Bergbautreibender innerhalb eines bestimmten Grubenfeldes die Abbaurechte auf bestimmte Rohstoffvorkommen erwerben wollte, musste er zuvor bestimmte bergrechtliche Formalitäten erledigen. Eine dieser Formalitäten war, dass er den Nachweis über die Bauwürdigkeit erbringen musste. Diese Auflage wurde dem Muter bereits mit der Erteilung des Mutscheins zur Auflage gemacht. Die Überprüfung der Bauwürdigkeit erfolgte durch die Bergbehörde in einer örtlichen Begehung, die Feldesbesichtigung genannt wurde. Diese fand zu einem von der Bergbehörde festgesetzten Termin statt. Zu dieser Feldesbesichtigung wurden auch die Muter der benachbarten Felder geladen, falls ihre Felder mit dem festzustellenden Feld des beantragenden Muters kollidierten. Dem Muter wurden mit der Terminfestsetzung weitreichende Konsequenzen angedroht. So ging man von Seiten der Behörde davon aus, dass der Muter, falls er den Termin nicht einhalten konnte, er den Beweis der Bauwürdigkeit nicht erbringen würde. Außerdem wurde dem Muter zur Auflage gemacht, einen Markscheider zum Ortstermin zu stellen, um z. B., falls erforderlich, weitere markscheiderische Messungen durchführen zu können.

## Durchführung
Zum festgesetzten Termin führte ein vom Bergamt beauftragter Berggeschworener zusammen mit dem Markscheider die Feldesbesichtigung in Anwesenheit des Muters durch. Des Weiteren nahmen alle geladenen benachbarten Muter, so sie denn zum festgesetzten Termin erschienen waren, an der Feldesbesichtigung teil. Hier konnten dann diese Feldesnachbarn ihre Einsprüche oder Anträge bezüglich der zu erteilenden Verleihung dem Berggeschworenen vortragen. Bei den geladenen benachbarten Mutern, die nicht erschienen waren, ging die Bergbehörde dann davon aus, dass sie keinerlei Begründungen für einen Einspruch hätten. Bei der Feldesbesichtigung wurden die Aufschlüsse beschrieben und die Bauwürdigkeit der aufgeschlossenen Lagerstätte überprüft und anerkannt. Außerdem wurde das Rißwerk verifiziert und ein Betriebsplan aufgestellt. Über die Feldesbesichtigung wurde vom Berggeschworenen ein Protokoll erstellt. Dieses Protokoll über die getroffenen Feststellungen wurde Feldbesichtigungsprotokoll genannt. Das Protokoll wurde zusammen mit der gutachterlichen Stellungnahme des Berggeschworenen an das Oberbergamt geschickt. In den Schriftstücken teilte der Berggeschworene dem Oberbergamt mit, ob das Feld seiner Erkenntnis nach bauwürdig war oder nicht. Außerdem fügte der Berggeschworene eventuell begründete Einsprüche der Feldesnachbarn seiner Stellungnahme bei. Das Oberbergamt entschied dann letztendlich, ob dem Muter das Feld verliehen wurde oder nicht.